# Victor von Podbielski (homme politique, 1892)
Victor Ulrich Theophil Friedrich von Podbielski (né le 9 mars 1892 à Dallmin, arrondissement de Prignitz-de-l'Est (de) et mort le 20 mai 1945 à Trebbin) est un homme politique allemand (NSDAP) et bourgmestre de Francfort-sur-l'Oder.

## Biographie
Victor von Podbielski est issu de l'ancienne famille noble Podbielski en tant que fils de Victor von Podbielski (1844-1916), chef du bureau de poste de l'Empire de 1897 à 1901, et petit-fils de Theophil von Podbielski (1814-1879), général prussien de la cavalerie. Après avoir étudie à l'école, qu'il termine avec l'Abitur au lycée humaniste de Plön en mars 1911, il étudie l'économie à l'Université Frédéric-Guillaume de Berlin d'avril 1911 à septembre 1913. De 1914 à 1918, il participe à la Première Guerre mondiale. Il travaille ensuite comme agriculteur sur le domaine de ses parents, à Dallmin. Sous les effets de la crise économique mondiale de 1929, il doit vendre aux enchères la propriété et une autre propriété familiale, Gut Kahrwe, deux ans plus tard.
En 1930, Podbielski rejoint le NSDAP (numéro de membre 523.688). En février 1931, il est nommé chef de l'arrondissement de Dessau-Campagne dans le Gau Magdebourg-Anhalt (de). En 1932, il devient chef de groupe local à Perleberg. Entre 1934 et 1936, Podbielski est employé par la Gauleitung Mark-Brandenburg. Ensuite, il est devient le Gaustabsamtsleiter.
Podbielski est membre de la SS (numéro de membre 293.718) et à partir du 20 avril 1939 de l'état-major du Reichsführer SS Heinrich Himmler. Dans la SS, Podbielski atteint le rang de SS Oberführer .
Le 5 août 1942, Podbielski entre au Reichstag afin de remplacer Carl Röver, en tant que représentant de la 14e circonscription (Weser-Ems) jusqu'à la fin de la guerre.
En outre, Podbielski est conseiller provincial prussien et du 12 septembre 1943 jusqu'à la fin de la Seconde Guerre mondiale bourgmestre de Francfort-sur-l'Oder.
Après que Francfort-sur-l'Oder soit déclarée forteresse le 26 janvier 1945, le commandant de la forteresse, le lieutenant-général Hermann Meyer-Rabingen prend le commandement de la ville. Podbielski, qui a quitté Francfort avec une unité Volkssturm en avril 1945, est grièvement blessé par des obus près de Glau. Il succombe à ses blessures à l'hôpital des prisonniers de guerre de Trebbin.